# 감각론
감각론(感覺論), 또는 감각주의(感覺主義)는 일반적인 경험론이 감각에 연상(聯想)의 찰나적 작용을 곁들인 지각(知覺)을 인식의 원천으로 하는데 비해, 음·빛·열·냄새·대소(大小)·견고성 등 외계의 자극에 의한 순수한 감각만을 인식의 정당한 원천으로 삼는 인식론이다.

## 같이 보기
- 경험론
- 실증주의
- 유아론